# Ким Тейон
Ким Те-йон (на корейски: 김태연; Коригирана романизация на корейския език: Kim Tae-yeon) е южнокорейска певица, станала популярна като лидер и главен вокал на групата Гърлс Дженерейшън, с която дебютира през 2007 г.
Извън дейностите на Гърлс Дженерейшън, през 2008 г. Ким започва да записва песни към саундтракове на сериали, които оглавяват някои корейски класации, довеждайки до популярността на младата певица извън групата. Дебютира като солов изпълнител през 2015 г. издавайки миниалбума „I“ с главна песен под същото заглавие. Песента „I“ постига комерсиален успех оглавявайки корейските класации и продавайки над 2,5 милиона дигитални копия. Пробивът на Ким идва с първия ѝ студиен албум „My Voice“ от 2017 г., който стига до първа позиция в корейската класация Гаон. А канадкото списание „Fuse“ поставя албума под позиция 17 в класацията „The 20 Best Albums of 2017 So Far“ като единствения корейски албум. През октомври 2019, Тейон издава и втория си студиен албум „Purpose“, който става шестият най-продаван албум за месец октомври в Корея. В жанр като кей поп музиката, в който са по-популярни групите, отколкото соловите изпълнители, Ким успява да постигне комерсиален успех, ставайки най-продаваният солов изпълнител в Корея от десетилетие насам с няколко хита, достигнали първи позиции в класацията на Гаон – „I“, „Rain“, „Fine“ и „Four Seasons“.

## Биография

### 1989 – 2008: Ранен живот и начало на кариерата
Ким Те-йон е родена в Чонджу, Чъла-Пукто, Южна Корея на 9 март 1989. Семейството на Тейон се състои от родителите ѝ, по-голям брат – Ким Чи-уон и по-малка сестра – Ким Хей-он.
На 13-годишна възраст Тейон твърди, че е „талантлива само в пеенето“. Година по-късно става стажант в Ес Ем Ентъртеймънт пътувайки всяка неделя от Чонджу до Сеул, за да тренира. През 2004 един от нейните предишни вокални инструктори Чонг Сън-уон с цел да узнае потенциала на Тейон записва песента „You Bring Me Joy“ с нейно участие. По-късно спечелва първо място в състезание, органирано от компанията, с което си осигурява договор. През 2007 дебютира в Гърлс Дженерейшън, а година по-късно завършва гимназията за изкуства в Чонджу, която я отличава с награда за цялостно творчество. Преди да стане известна Тейон се влияе от творчеството на БоА, мечтаейки да има кариера в Япония и целия свят, което се случва през 2010, когато Гърлс Дженерейшън дебютират в Япония и през 2011, когато издават албум в САЩ.
Тейон дебютира под името Гърлс Дженерейшън, заедно с още осем момичета на 5 август 2007 с песента „Into the New World“. През 2008, Тейон реализира две песни – „If“ за драмата „Хол Гил Донг“ и „Can You Hear Me“ за „Beethoven virus“. Песента „If“ става популярна в няколко онлайн музикални класации. Хан Генг описва гласа ѝ като „изключителен и тъжен“. Песента „Can You Hear Me“ печели награда за популярност на „2008 Golden Disk Awards“. През 2014, Тейон споменава, че песента ѝ е трудна за пеене, пояснявайки, че началото е така, все едно някой говори. Същата година Тейон има дует с Кангта именуван „7989“, който е част и от първия албум на Гърлс Дженерейшън и от албума „Eternity“ на изпълнителя. През април 2008 Тейон става DJ в шоуто „Kangin Tae-yeon's Chin Chin Radio“, заедно с Кангин от Супер Джуниър.

### 2009 – 2014: Саундтракове, Ти Ти Ес и SM The Ballad
През 2009 Кангин напуска радиото и Тейон го води самостоятелно до 2010, получавайки псевдонима DJ Тенго.
През януари 2009, Тейон участва в „We Got Married“ с партньор комедианта Чонг Хьон-дон. Когато новините за „двойката“ са обявени сред корейските нетизен, се предизвиква вълнение заради 11-годишната им разлика. Междувреммено Гърлс Дженерейшън реализират песента „Gee“, с която оглавяват корейските класации. През 2009 тя участва в песента „S.E.O.U.L“ заедно със Супер Джуниър е Гърлс Дженерейшън, която цели да промотира туризма в Сеул. През септември Тейон записва дует заедно със Съни за драмата „Към земята“.
От февруари до август 2010, Тейон става съводещ на шоуто „Win Win“ заедно с Уйонг от 2РМ, Чой Хуа-чонг, Ким Шин-йонг и Ким Сънг. На 7 май 2010 прави дебюта си в театъра с мюзикъла „Midnight Sun“, базиран на японска новела от Ая Денкава. Героинята на Тейон, Каору Амане е 17-годишно момиче, което страда от Ксеродерма. За мюзикъла Тейон се учи да свири на китара. Въпреки добрите отзиви, които получава за ролята си в мюзикъла, Тейон казва, че и е трудно да се концентрира върху пеенето и играта едновременно. През остатъка от годината Тейон реализира дует с „The One“, песен към саундтрака на драмата „АтинаːБогинята на войната“, която достига първо място в класациите, а през 2011 Тейон записва още един дует с Ким Бум-со озаглавен „Different“.
Тейон и Сохьон участват на кастинг за озвучители на корейски на филмите Аз, проклетникът и Аз, проклетникът 2 като Тейон озвучава героинята Марго. На 28 март 2012, след като излиза песента „Missing You Like Crazy“ за драмата „The King 2 Hearts“ песента се класира в Гаон под номер две в дигиталната класация и в „Billboard's K-pop Hot 100“. Продуцента на песента Пак Хе-уон описва Тейон като: „Невероятна певица. Разбира песента в цялост и изразява всеки детайл много прецизно, въпреки че песента изисква най-ниската нота, която певица може да изпълни, тя се справя перфектно“. Ким преди е отхвърляла офертата за песента, заради натоварения график с групата, но е обещала на музикалния директор И Пил-хо, че ще работят заедно отново след саундтрака на „Beethoven Virus“. Той разкрива, че не си е помислял друг да изпява песента. Песента е избрана за най-популярен саундтрак на „2012 Seoul Drama Awards“. Същата година Тейон реализира и песента „Closer“ за драмата „To the Beautiful You“.
През май 2012, Тейон заедно с Стефани Хуанг и Сохьон формират подгрупата Гърлс Дженерейшън-Ти Ти Ес реализирайки първия си миниалбум „Twinkle“. Ти Ти Ес имат различен стил от Гърлс Дженерейшън като залагат повече на вокалите, после на самата песен и сценичното поведение. Ти Ти Ес стават водещи на „Music Core“ от февруари 2012 до април 2013.
През януари заедно с Тифани реализират дуета „Lost in Love“, част от четвъртия албум на групата „I Got a Boy“. На 13 март 2013 Тейон издава песента „And One“ за драмата „That Winter, the Wind Blows“. Песента дебютира на първо място в класацията на „Billboard's K-pop Hot 100“ и стига второ място в дигиталната класация на Гаон. Трака е написан и композиран от Кангта. През юли реализира и песента „Bye“ за драмата „Mr. Go“, която не става успешна.
През февруари 2014, Тейон се присъединява към SM the Ballad. Във втория албум на групата тя има дует с Джонхьон от Шайни, също както и солова песен „Set Me Free“. „Breath“ заедно с Джонхьон става главната песен в драмата „Mimi“.
На 30 май 2014, Тейон реализира песента „Love, That One Word“ към драмата „You're All Surrounded“, която достига в топ 10 на класациите на Гаон и Билборд. През втората половина на годината като част от Ти Ти Ес реализират втория си мини албум „Holler“. Албума дебютира на първо място в „Billboard World Albums“ и седмичната класация на Гаон. По време на промоциите, певиците участват в собствено реалити шоу озаглавено „The TaeTiSeo“. По време на шоуто Тейон споделя как се чувства за Гърлс Дженерейшън: „Ако не беше страстта на членовете, никога нямаше да имам възможността да пея.“

### 2015 – 2016„I“и„Why“
През февруари 2015, Тейон участва в песента на Амбър от групата f(x) – „Shake That Brass“ главната песен от дебюта ѝ. Амбър разкрива, че лично е помолила Тейон да участва в песента. През септември, заедно с Им Че-бум записват римейк на песента „Scars Deeper Than Love“.
През октомври Тейон прави своя официален солов дебют с първия си миниалбум „I“ с главна песен със същото име, в която участва рапърът Verbal Jint. Брат ѝ Чи-уон прави кратко участие в клипа. Комерсиално албума става успешен – дебютира под номер две в класацията на Гаон и на първо място в „Billboard World Albums“ продавайки повече от 140, 000 копия, а клипа реализиран в официалния ютюб канал на компанията събира над 68 милиона гледания до май 2016. Същия месец Тейон държи първия си самостоятелен концерт – „Taeyeon's Very Special Day“. Като част от промотирането на албума Тейон води първото си шоу „Daily Taeng9Cam“ по OnStyle. Шоуто, състоящо се от 5 епизода и придружаващи ги клипове, става третото най-популярно идол шоу за 2015. Отново през същия месец, Тейон е избрана за номер едно кей поп вокалист в анкета проведена от медията News-Ade. Месец по-късно участва в песента „If The World Was a Perfect Place“, част от шестия албум на Verbal Jint.
На 4 декември Тейон спечелва печели наградата „Най-добра певица“ на „17-те Mnet Asian Music Awards“. През същия месец като част от Гърлс Дженерейшън-Ти Ти Ес реализира коледния албум „Dear Santa“. През януари печели Бонсанг от „Golden Disk Awards“ и „Seoul Music Awards“. На 22 януари 2016 участва в дигиталния сингъл на Кръш – „Don't Forget“. Песента също става успешна, оглавявайки няколко корейски класации. След успеха на първия ѝ албум Тейон реализира песента „Rain“, придружавана от видеоклип и b-side „Secret“ на 3 февруари 2016. „Rain“ се класира на първо място в Гаон в класацията за дигитални сингли.
През април 2016, Тейон реализира римейк на песента „Blue Night of Jeju Island“ за реклама на минералната вода „Samdasoo“. Песента без промотиране оглавява няколко музикални класации. През май е избрана за модел на Какао играта „Sword and Magic“ и като част от рекламата реализира римейк на песента на БоА – „Atlantis Princess“.
На 17 юни 2016 година Ким обявява излизането на новия си албум „Why“. Първият сингъл, озаглавен „Starlight“, с участието на Dean излиза на 25 юни. Главната песен „Why“ излиза 3 дни по-късно, заедно с албума. Албумът нахвърля 100 хиляди продажби и се позиционира на първите места в корейските класации и на седма в „Billboard’s World Albums Chart“.
През юли същата година Тейон успешно провежда първия си самостоятелен концерт, озаглавен „Butterfly Kiss“. Откриването е в Olympic Park в Сеул пред публика от 6000 души и се провежда на 9 и 10 юли. Медиите описват концерта като „крайъгълен камък за всички идол певици“. Турнето продължава и в Пусан на 6 и 7 август. По време на турнето изпълнява песента „Pray“, писана от нея и нереализирана преди това.
По-късно през годината Ким реализира песента „All With You“ за драмата „Лунни любовници“. През ноември излиза сингълът „11:11“, който достига второ място на Гаон и е избран от Билборд за седмата най-добра кей поп песен за 2016. Престижният корейски вестник „The Dong-a Ilbo“ я избира за „глас на годината“, „певец на годината“ и „най-трудолюбивата“.

### 2017 – 2018 г.:„My Voice“ и миниалбуми
На 14 февруари 2017, Ес Ем обявява, че в края на месеца Ким ще издаде първия си студиен албум. Няколко дни по-късно, на 18 февруари излиза клипа към песента „I Got Love“. На 28 февруари първият студиен албум на певицата е реализиран под заглавието „My Voice“ и е придружен с клип към главната песен „Fine“. 13-траковия албум се класира на първо място в седмичната класация на Гаон, продавайки 86 900 копия. Албумът дебютира и на второ място в световната класация за албуми на Билборд. С издаването на „My Voice“, Тейон държи два рекорда в класацията Хантео – най-продавания албум издаван от женски солов изпълнител за първата седмица от реализирането му и единствената певица, която да е продала повече от 100 хиляди копия в рамките на класацията. На 5 април излиза преопакованата луксозна версия на албума, която включва предишния сингъл „11:11“, както и три нови песни. Издаден е сингълът „Make Me Love You“ и е реализиран клип през същия ден. Няколко дни по-късно, Ес Ем обявява заглавието на първото ѝ азиатско турне като солов изпълнител. „Persona“ започва от 12 май с три последователни концерта в Сеул и продължава през август в Хонгконг, Тайпей и Банкок.
В началото на декември Тейон издава коледния албум „This Christmas: Winter Is Coming“ Албумът дебютира под втора позиция в класацията на Гаон и под шеста в Билборд световни албуми. За да промотира албума, Тейон прави двудневен концерт в Сеул. От албума са реализирани два сингъла – „This Christmas“, който е издаден заедно с албума и „I'm all ears“ (겨울나무; „Зимно дърво“), който излиза месец по-късно. „This Christmas“ се класира на второ място в Гаон и продава общо повече от 227 хил. дигитални копия.

## Дискография
| EP корейски „I“ (2015) „Why“ (2016) „This Christmas: Winter Is Coming 2017“ (2017) „Something New“ (2018) японски „Voice“ (2019) | - „My Voice“ (2017) - Purpose (2019) |

## Филмография

### Филми
| година | заглавие                                                   | роля    | бележка                     |
| ------ | ---------------------------------------------------------- | ------- | --------------------------- |
| 2010   | „Аз, проклетникът“                                         | Марго   | дублаж за корейската версия |
| 2012   | „I AM. – SM Town Live World Tour in Madison Square Garden“ | себе си | биографичен филм за Ес Ем   |
| 2013   | „Аз, проклетникът 2“                                       | Марго   | дублаж за корейската версия |
| 2014   | „My Brilliant Life“                                        | камео   | заедно с Тифани             |
| 2015   | SMTown The Stage                                           | себе си | документален филм за Ес Ем  |

### Мюзикъл
| Година | Заглавие       | Роля  |
| ------ | -------------- | ----- |
| 2010   | „Midnight Sun“ | Каору |

### Шоута
| година      | заглавие                          | роля             | бележки                         |
| ----------- | --------------------------------- | ---------------- | ------------------------------- |
| 2009        | „We Got Married“                  | редовен участник | сезон 1, 42 – 54 епизод         |
| 2010        | „Win Win“                         | съводещ          | заедно с Уйонг                  |
| 2012        | „Salamander Guru and The Shadows“ | гост             | епизод 3                        |
| 2012        | „Running Man“                     | участник         | епизод 112                      |
| 2012 – 2013 | „Show! Music Core“                | съводещ          | заедно с Тифани и Сохьон        |
| 2014        | „The Music Interview“             | себе си          | гост заедно с Джонхьон от Шайни |
| 2014        | „Hidden Singer“                   | участник         | сезон 3, епизод 5               |
| 2016        | „Midnight TV“                     | гост             |                                 |
| 2016        | „Taeng9cam“                       | себе си          | първо собствено шоу             |
| 2016        | „MV Bank Stardust“                | гост             |                                 |
| 2016        | „Go Fridge“                       | себе си          |                                 |
| 2016        | „You Hee-yeol's Sketchbook“       | себе си          |                                 |

### Онлайн шоута
| Година | Заглавие                   | Роля    | бележки                                                    | линк |
| ------ | -------------------------- | ------- | ---------------------------------------------------------- | ---- |
| 2015   | „Taeyeon's I-Contact“      | себе си | предаване, свързано с промоциите на първия ѝ миниалбум „I“ |      |
| 2016   | „Taeyeon's Surprise Live!“ | себе си | предаване, свързано с промоциите на сингъла „Rain“         |      |

### Радиошоута
| година      | заглавие                               | роля    | бележки                          |
| ----------- | -------------------------------------- | ------- | -------------------------------- |
| 2008 – 2009 | „Kangin and Taeyeon's Chin Chin Radio“ | съводещ | заедно с Кангин от Супер Джуниър |
| 2009 – 2010 | „Taeyeon's Chin Chin Radio“            | водещ   |                                  |
| 2013        | „Shindong's ShimShimTapa“              | съводещ | заедно с Тифани                  |
| 2015        | „Radio Star DJ“                        | водещ   |                                  |